# 纳塔莎·凯勒
纳塔莎·凯勒（德語：Natascha Keller，1977年7月3日—），德国女子曲棍球运动员。她曾代表德国参加1996年、2000年、2004年、2008年和2012年夏季奥林匹克运动会曲棍球比赛，获得一枚金牌。

## 家庭
祖父埃尔温·凯勒。父亲卡斯滕·凯勒。哥哥安德烈亚斯·凯勒，弟弟弗洛里安·凯勒。